# 預科學校 (英式教育制度)
預科學校（sixth-form college）是英國教育制度中產生的獨有教育機構，是為準備在中五會考後的高考而設的預科學校。香港於2012年前一直沿用此制度，直至香港教育制度改革為止，由香港中學文憑考試取而代之。

## 马来西亚
马来西亚教育是基于英国的教育系统所形成的，其中「中六」（Form 6）或「大学先修班」（Pre-university）是衔接中学五年教育的制度。中六学院将一个地区所有报考马来西亚高级教育文凭（STPM）的中六学生集合起来在同一个环境下学习，以取代旧有的于原校就读中六的系统。截至2020年，马来西亚共有5,255名学生于23所中六学院就读，并且还有许多学生于中六中心学校修读。中六学院计划是于2014年开课，可分为有中六楼校舍的“模式2”学校和与中学生共用校园的“模式3”学校。在这之前，有开办中六班的学校都会以不同的名称如大学预备班来借代中六班，鼓励学生以中六作为踏板继续求学。随着马来西亚教育部于2014年重新建立中六品牌后，中六中学也在2016年正式易名为中六学院。
马来西亚另设有两种大学先修班模式，分别为预科班学院和本地国立大学基础班。国立大学基础班设于马来西亚的10所公立大学内。大学预科班（Matriculation）则在马来西亚的各州区（除登嘉楼和沙巴）都设立了1至2个寄宿学院，共计17所约4万名的预科生。。